# Rastaco
Rastaco (em persa médio: lstk; romaniz.: Rastag; em parta: rstk; romaniz.: Rastag; em grego clássico: Ραστακ; romaniz.: Rastak) foi um oficial sassânida do século III, ativo durante o reinado do xá Sapor I (r. 240–270). É conhecido apenas a partir da inscrição Feitos do Divino Sapor segundo a qual era sátrapa (governador) de Gueartaxaro. Faz parte de um grupo de sete governadores só conhecidos a partir dessa inscrição, mas a julgar que está entre os dignitários da corte de Sapor, devia ter posição elevada. Essa ideia é reforçada por receber sacrifícios ordenados pelo rei. Na lista aparece em penúltimo entre os sátrapas e em quinquagésimo segundo entre os dignitários.